# Cantó de Ticino
La República i Cantó de Ticino (en llombard Tesin, en italià Ticino, en alemany, romanx i francès Tessin) és un cantó de Suïssa. La seva capital és Bellinzona, encara que la ciutat més poblada és Lugano. Forma part de la Suïssa Italiana.

## Geografia
El cantó de Ticino limita pel sud, l'oest i l'est amb Itàlia i pel nord amb els cantons de Valais i Uri i pel nord-est amb el cantó dels Grisons. En aquest cantó també hi ha el riu Ticino, el llac Maggiore i el llac de Lugano. Pel que fa a les muntanyes hi ha una part dels Alps lapons i la muntanya més alta és l'Adula que fa 3.402 metres. També s'hi troba la glacera del Basodino, a una altitud compresa entre els 2.600 i els 3.273 m sobre el flanc del pic homònim. Aquesta glacera és la més imponent i important del cantó.
Està compost per 181 municipis que componen 35 circoli i aquests componen els 8 districtes.

### Districtes
- Districte de Bellinzona
- Districte de Blenio
- Districte de Leventina
- Districte de Locarno
- Districte de Lugano
- Districte de Mendrisio
- Districte de Riviera
- Districte de Vallemaggia

### Municipis
El nombre de municipis va variant constantment. A la següent taula teniu l'evolució del nombre de municipis de Ticino.
| Data       | Nombre de comunitats |
| ---------- | -------------------- |
| 01.01.1995 | 245                  |
| 15.04.2001 | 243                  |
| 15.10.2001 | 238                  |
| 01.04.2004 | 204                  |
| 14.03.2005 | 199                  |
| 29.01.2006 | 196                  |
| 22.10.2006 | 190                  |
| 20.04.2008 | 181                  |

## Política
Ticino, com tots el cantons suïssos, té un Gran Consell, en italià Gran Consiglio, que compta amb 90 membres i també té el govern, Consiglio di Stato amb 5 membres. En els dos consells els membres són elegits amb el sistema electoral proporcional. El cantó envia dos diputats al Consell dels Estats de Suïssa (cambra alta), i vuit diputats al Consell Nacional (cambra baixa).

## Llengües
A quasi tot el cantó, llevat d'algunes províncies, es parla l'italià. En alguns municipis parlen l'idioma Llombard encara que últimament l'italià oficial s'utilitza en la vida pública. La segona llengua, encara que més minoritària, és l'alemany.